# 한일신협약
한일신협약(韓日新協約)은 1907년 7월 24일 일본이 대한제국의 군대 해산 및 내정권 장악 등을 위하여 대한제국과 일본 사이에 체결한 불평등 조약이다. 조약이 체결된 해가 정미년이었기 때문에 정미7늑약(丁未七勒約)이라고 부르며 제1차 한일 협약, 제2차 한일 협약(을사늑약) 등과 구분하기 위해 제3차 한일 협약(第三次韓日協約, 일본어: 第三次日韓協約)이라고도 하며, 정미협약(丁未協約), 정미7조약(丁未七條約), 제2차 을사 늑약(第二次乙巳條約) 등의 별칭이 있다.
헤이그 특사 사건이 을사보호조약 위반이라는 빌미로 고종을 강제 퇴위시킨 후 대한제국의 군대를 해산시켰다. 이에 대한 반발로 전국에서 의병이 일어났으나 일본에 의해 제압당하고 말았다.

## 배경
1905년 7월에 일본은 가쓰라-태프트 밀약을 맺어 미국으로부터 일본의 한국 지배권을 인정받았다. 또한, 러일전쟁(1904~05)에서 승리한 후 1905년 9월 포츠머스조약(Treaty of Portsmouth)을 체결하여 러시아, 독일에게 일본의 대한제국 식민지화에 대한 동의를 얻었다. 그리고 1905년 11월 을사늑약(乙巳勒約)을 체결하여 대한제국의 외교권을 박탈하는 한편 통감부(統監府)를 설치하여 외교뿐만이 아니라 대한제국 국정 전반에 간섭하기 시작하였다. 1907년 6월 고종은 일본의 불법적인 외교권 박탈을 세계에 알리고 을사늑약의 무효화를 도모하고자 헤이그 만국평화회의에 특사를 파견하였다.
그러나 일제의 조직적인 방해로 파견된 특사들은 제대로된 활동을 할 수 없었고, 헤이그 특사 사건을 빌미로 일본 정부는 이토 히로부미를 대한제국 경성에 파견, 한국 측이 을사 보호 조약을 위반하였다 하여 고종에게 압력을 넣어 퇴위시키고 1907년 7월 20일 덕수궁 중화전에서 고종의 양위식을 강행했다. 이 퇴위식에는 이완용 등이 가담하였다. 그리고 한국을 병탄하기 위한 조치의 일환으로 7개항의 조약, 즉 정미7조약을 조선 측에 제시했다. 그리고 이 조약에 정미칠적이 서명하였다. 이 조약이 체결될 때 윤치호 등 소수 인사들만이 경성에서 공개적으로 반대 집회를 개최하였다.

## 경과
조약안은 일본이 한층 강력한 침략 정책을 수행할 목적으로, 법령권제정·권리임명권·행정구의 위임 및 일본인 관리의 채용 등에 간섭하는 것을 골자로 하는 7개 조목(條目)이다. 일본은 이 조약안을 이완용의 매국 내각으로부터 협조를 얻어, 전혀 수정하지 않은 채로 한국측의 전권대신인 이완용이 7월 24일 밤에 통감의 사저에서 이토 히로부미와 조약을 체결하였다.

## 결과
한일신협약에서는 이에 덧붙여 각 방비의 상태로 노출되게 되었다.
한일신협약에서는 이에 덧붙여 각 조항의 시행에 관해 협정된 비밀조치서가 작성되었는데, 이는 대한제국 군대의 해산 등의 내용이었다. 그 결과 일본인에 의한 차관정치(次官政治)가 실시되어, 대한제국은 사실상 일본 등의 열강으로부터 외침이 있을 때에 아무 방책이 없는 무방비의 상태로 노출되게 되었다.
또한, 군대 해산에 따라, 전국 각지일투쟁이 전개되었다(정미의병 참조).

## 대한민국과 일본국의 무효 재확인
대한민국과 일본은 1965년 6월 23일에 조인한 한일기본조약에서 한일신협약을 포함하여 대한제국과 일본 제국간에 체결된 모든 조약 및 협정이 이미 무효임을 한 번 더 확인하였다.

## 정미 7조약
을사늑약이라고 불리는 제2차 한일협약을 통하여 한국을 보호령으로 삼은 일제는 정미년(1907년)에 강압에 의하여 체결된 제3차 한일협약을 통하여, 한국을 식민지화하는 작업에 더욱 박차를 가한다. 그 조약의 내용은 다음과 같다.
일본국정부 급(及) 한국정부는 속히 한국의 부강을 도(圖)하고 한국민의 행복을 증진하고자 하는 목적으로 좌개조관(左開條款)을 약정(約定)함.

 제1조 한국정부는 시정개선에 관하여 통감의 지도를 수할 사.
제2조 한국정부의 범령의 제정 급(及) 중요한 행정상의 처분은 예히 통감의 승인을 경할 사.
제3조 한국의 사법사무는 보통행정사무와 차(此)를 구별할 사.
제4조 한국고등관리의 임면은 통감의 동의로써 차를 행할 사.
제5조 한국정부는 통감의 추천한 일본인을 한국관리에 임명할 사.
제6조 한국정부는 통감의 동의없이 외국인을 고빙(고聘) 아니할 사.
제7조 메이지37년 8월 22일 조인한 일한협약 제1항을 폐지할 사.
우위증거(右爲證據)함으로 하명(下命)은 각본 국정부에서 상당한 위임을 수하여 본 협약에 기명조인함이라.
광무 11년   7월 24일
내각총리대신 훈2등 이완용
메이지 40년   7월 24일
통감 후작 이토 히로부미

## 같이 보기
- 대한제국
- 정미칠적
- 헤이그 특사 사건
- 고종 황제 강제 퇴위 사건
- 대한제국 군대 강제 해산
- 남한 대토벌 (일제로 인한 의병탄압중 역대급으로 전력을 다해서 전라도<'남한'은 전라도 특히 전남지역을 가리킴>를 탄압한 작전).
- 제1차 한일 협약
- 제2차 한일 협약
- 일본 제국
- 한일 병합 조약
- 정미의병
- 기유각서
- 한국통감부
- 한일의정서
- 을사조약
- 한일병합조약
- 영일 동맹
- 포츠머스 조약
- 다카히라-루트 협정
- 불평등 조약
- 남대문 전투